# Thymus substriatus
Thymus substriatus — вид рослин родини глухокропивові (Lamiaceae), поширений у Болгарії та Македонії.

## Поширення
Поширений у Болгарії та Македонії.